# 樱子的高校生活
《樱子的高校生活》，是以四格漫畫形式創作的日本漫畫作品。于2014年8月27日開始發表於《月刊Comic Alive》中的一個四格漫畫欄目《COMIC CUNE》，後來轉移至於2015年8月27日正式創刊的四格漫畫雜誌《月刊Comic Cune》發表。於2018年2月27日發售的《COMIC CUNE》2018年4月號發表最終回。ComicWalker網站也發表該漫畫。單行本全3冊。於2016年8月31日發售廣播劇CD。

## 故事簡介
讲述的是本來應該進入有名的贵族學校就讀却搞错进入一般高中的少女一之宮櫻子的故事。

## 登場角色
一之宮櫻子（聲優：上田麗奈）
不懂世事的大小姐。
鈴森純（聲優：小澤亞李）
喜歡流行、偶像的女子。
汐崎夏目（聲優：高橋李依）
一之宮撫子（聲優：高森奈津美）
櫻子的雙胞胎妹妹。
梅麗（聲優：井泽诗织）
女僕。工作時擺著撲克臉。
海乃琉璃（聲優：大空直美）
山下里子（聲優：川上莉央）
擔任櫻子就讀的1年B班的女性教師。

## 單行本
| 冊數 | KADOKAWA       | KADOKAWA               |
| 冊數 | 發售日期       | ISBN                   |
| ---- | -------------- | ---------------------- |
| 1    | 2015年10月23日 | ISBN 978-4-0406-7904-4 |
| 2    | 2017年1月27日  | ISBN 978-4-0406-8794-0 |
| 3    | 2018年3月26日  | ISBN 978-4-0406-9784-0 |

## 外部連結
- 《櫻子的高校生活》的COMIC CUNE專頁 （页面存档备份，存于）（日語）
- 《樱子的高校生活》的ComicWalker專頁